# 가타야마 센
가타야마 센(일본어: 片山潛, 1859년 12월 26일 ~ 1933년 11월 5일)은 일본의 공산주의 혁명가이자 일본 공산당의 공동 창립자이다.

## 생애
1859년 미마사카국에서 태어났다. 1881년 활판공으로 일하며 고학하였으며, 1892년부터 1894년사이에 미국 앤도버신학교, 예일대학교 신학부에서 수학하고 카를 마르크스와 프리드리히 엥겔스의 마르크스주의에 감동하여 공산주의자가 되었다.
1896년 고향에 돌아온 그는 킹슬리 홀이라고도 불리는 사회복지관에서 인쇄공으로 일했으며, 잡지 〈로도세카이(勞動世界)〉를 발간하였다. 1907년 귀국하여 일본 노동 운동의 지도자로 활동하였다. 1912년 도쿄 철도노동자 파업을 지도하다 체포되어 미국으로 망명했으며, 아메리카 대륙을 여행하며 집필활동을 하였다.
1917년 블라디미르 레닌과 이오시프 스탈린 지도의 볼셰비키 혁명을 지지하였고, 1920년 코민테른 중앙위원회 위원으로 선출되었다. 1922년에는 도쿠다 규이치와 일본 공산당을 창당하였다. 그해 소련 모스크바에 정착하였고 이후 1933년 소련 모스크바에서 사망하였다. 그의 장례식은 소련에서 국장으로 치러졌으며, 붉은 광장에 안장되었다.

## 참고 문헌
- Kublin, Hyman; Asian Revolutionary: The Life of Sen Katayama, (Princeton University Press, 1964).
- Orii, Kazuhiko and Conroy, Hilary; "Japanese Socialist in Texas: Sen Katayama, 1904-1907," Amerasia Journal 8 (1981).
- Handbook of Texas Short Biography
- Sawada, Mitziko; Tokyo Life, New York Dreams: Urban Japanese Visions of America, 1890-1924, (University of California Press, 1996) chapter